# André Lucrèce
André Lucrèce, né le 8 juin 1946 à Fort-de-France en Martinique, est un écrivain, poète, critique littéraire et sociologue français.

## Biographie
Il est le petit-fils de Jules Lucrèce, l'un des tout premiers auteurs d'une Histoire de la Martinique publiée aux Presses universitaires de France en 1932. André Lucrèce a fait ses études secondaires au lycée Schœlcher et au lycée Rodin à Paris. En 1980, il soutient une thèse de troisième cycle en sociologie à l'Université Paris VIII sous la direction de Jean-Claude Passeron. Passionné par les questions liées au patrimoine, il a été rédacteur en chef de la revue culturelle Les Cahiers du patrimoine. Critique littéraire, il a produit plusieurs émissions littéraires à RFO, puis à Martinique 1re aujourd'hui encore.
En 2004 il a initié et dirigé le Salon international du livre, Écritures métisses, qui a connu un franc succès.
Certaines de ses publications ont été traduites en anglais, en espagnol et en roumain.

## Les essais de sociologie
Sociologue des sociétés antillaises, il a écrit plusieurs livres sur ce thème dont Civilisés et Énergumènes, Société et Modernité, Souffrance et Jouissance aux Antilles, ainsi que nombre d'articles consacrés à l'analyse sociologique des sociétés antillaises. Notamment un article intitulé « Jeunes,l'angoisse d'une vie tronquée », publié dans Le Monde diplomatique en avril 1995.

## L'écrivain
Remarqué en 1971 par un article sur « Le mouvement martiniquais de la Négritude », publié dans la revue Acoma créée par Édouard Glissant, l'écrivain s'est distingué par un livre sur Saint-John Perse, puis par des articles et des livres sur la littérature antillaise, parmi lesquels Conversation avec ceux de Tropiques, où il exprime son admiration pour les rédacteurs hommes et femmes de la revue Tropiques, Frantz Fanon et les Antilles, l'empreinte d'une pensée, et une analyse de la poésie d'Aimé Césaire intitulée Aimé Césaire, liturgie et poésie charnelle, publiée en 2013. Proche d'Aimé Césaire et du philosophe René Ménil, André Lucrèce a préfacé le livre de ce dernier Pour l'émancipation et l'identité du peuple martiniquais.
Le roman d'André Lucrèce, partiellement autobiographique, La Sainteté du monde, a donné lieu à une pièce de théâtre sous l'appellation Lieux publics mise en scène par José Alpha.
Le texte poétique L'Écriture des corps d'André Lucrèce a été publié dans la revue Bacchanales de Maison de la poésie Rhône-Alpes.

## Théâtre
Par la suite, les textes d'André Lucrèce et d'Aimé Césaire ont contribué à la mise en scène d'une pièce intitulée Aimé Césaire, paroles et silences, pièce jouée et filmée à la Gare Saint-Lazare à Paris, écrite et publiée par José Alpha en 2013, livre également préfacé par André Lucrèce.
Il fut également le directeur artistique du projet pluridisciplinaire "Serpent,délire et paix" dans lequel le comédien Jacques-Olivier Ensfelder accompagné par le musicien Alex Bernard rendait hommage au poète et dramaturge Aimé Césaire à L'habitation Pécoul.

## Publications

### Essais
- Civilisés et énergumènes, De l'enseignement aux Antilles, Paris, Éditions Caribéennes / L'Harmattan, 1981[6].
- Saint-John Perse, une lecture, Paris, Éditions Caractères, 1987.
- Société et Modernité, Fort-de-France Éditions de l'Autre mer, 1994[7],[3].
- Souffrance et jouissance aux Antilles, Trinité, Édition Gondwana, 2000,  (ISBN 978-2908490251)[4].
- Conversation avec ceux de Tropiques, Paris, Éditions Hervé Chopin (HC Éditions), 2003.
- Martinique d'antan, Paris, HC Éditions, 2003, puis 2007.
- Les Antilles en colère (avec Thierry L'Étang et Louis-Félix Ozier-Lafontaine, Paris,L'Harmattan, 2010.
- Frantz Fanon et les Antilles, L'empreinte d'une pensée, Le Teneur, 2011[5].
- Aimé Césaire, liturgie et poésie charnelle, Paris, L'Harmattan, 2013
- La Martinique à travers la carte postale ancienne, Éditions Hervé Chopin, 2016[8]

### Roman
- La Sainteté du monde, Paris, HC Éditions, 2006.

### Articles dans les revues
- Le mouvement martiniquais de la Négritude, essai d'analyse d'un discours idéologique, Revue Acoma N°2, juillet 1971.
- Éloge du regard, Revue Littérature 62, mai 1986.
- Danse de Vie et de Mort » (à propos du Baron-Samedi de Henri Corbin), Conjonction 173 (2e trimestre 1987).
- La parole première, Les Cahiers du patrimoine N° 13-14, octobre 1993.
- L'Éducation dans les Antilles Contemporaines, Les Antilles-Guyane au rendez-vous de l'Europe. (dirigé par Richard D.E. Burton), Paris Édition Économica, 1994.
- Jeunes, l'angoisse d'une vie tronquée, Le Monde diplomatique 493 (avril 1995).
- Le corps du diable au service de la civilisation, Revue française de psychanalyse 3 (1996).
- L'insupportabilité, essai sur la qualité de la vie en commun, Mibi 1, 1996.
- Exclusion et lien social dans la société martiniquaise in Intégration, lien social et citoyenneté (dirigé par Gilles Ferréol). Paris, Presses universitaires du * Septentrion, 1998. www.lehman.cuny.edu/ile.en.ile/paroles/lucrece.html

Des articles d'André Lucrèce ont également paru dans Acoma, Archipelago, Carbet, Chemins Critiques, Conjonction, Europe, Littérature, Le Monde Diplomatique, Présence Africaine, Recherches sociologiques, Textes Études et Documents,Les Cahiers du Patrimoine, L'Incertain.

### Poésie
- L'Écriture des corps, texte poétique, Bacchanales N° 46, octobre 2010.www.lehman.cuny.edu/ile.en.ile/paroles/lucrece.html